# Gentry County
Gentry County är ett administrativt område i delstaten Missouri, USA, med 6 738 invånare. Den administrativa huvudorten (county seat) är Albany.

## Geografi
Enligt United States Census Bureau har countyt en total area på 1 274 km². 1 273 km² av den arean är land och 1 km² är vatten.

### Angränsande countyn
- Worth County - nord
- Harrison County - öst
- Daviess County - sydost
- DeKalb County - syd
- Andrew County - sydväst
- Nodaway County - väst

### Orter
- Albany (huvudort)
- King City